# 盛霈
盛霈，浙江新昌人，明朝初期政治人物、進士出身。

## 生平
永樂四年，登丙戌科進士，授莒州判官。